# オリヴィエ・メシアン

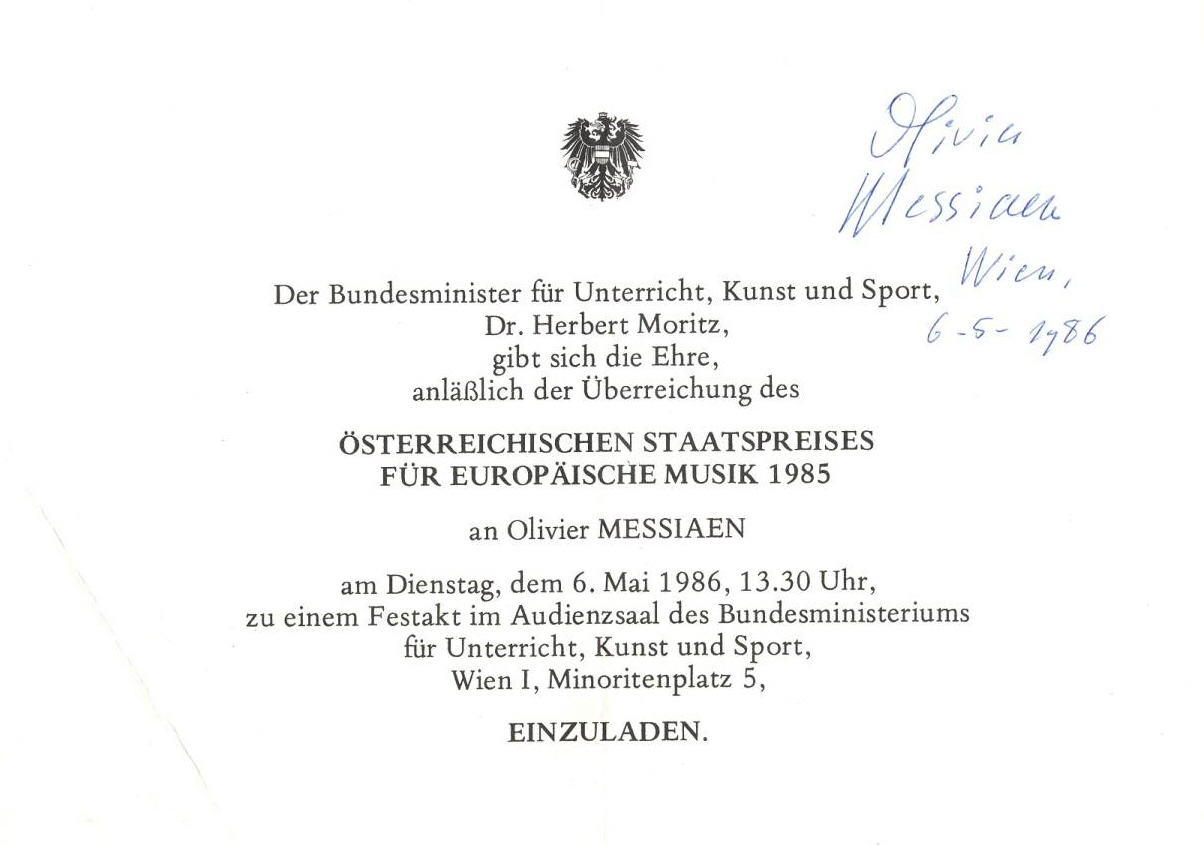
右上にオリヴィエ・メシアンの署名が刻まれている。

オリヴィエ＝ウジェーヌ＝プロスペール＝シャルル・メシアン（Olivier-Eugène-Prosper-Charles Messiaen, 1908年12月10日 - 1992年4月27日）は、フランス、アヴィニョン生まれの現代音楽の作曲家、オルガン奏者、ピアニスト、音楽教育者である。

## 概要
20世紀前半から後半にかけてヨーロッパの現代音楽界を牽引した作曲家のひとりであり、加えて、多くの著名な子弟を育てた音楽教師として知られる。オルガニスト、ピアニストとしても長年演奏活動を続け、録音も数多く残している。本人は作曲家としての肩書きに加えて、彼の見地から「リズムの創作家」を名乗っており、また神学者としても稀にみる博学さを持ち合わせていたとされる。そして鳥類学者としては、世界中の鳥の声を採譜した貴重な偉業を成し遂げた。音と色彩についての言及は多く、音を聴くと色彩や模様などを連想するという共感覚の持ち主であるとされ、その詳細な記述は世界の人々を驚愕させたが、その連想を楽譜に書き込むことも多かった。

## 経歴

### 生い立ち

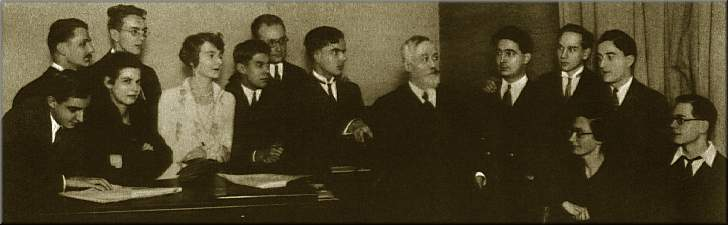
1929年のポール・デュカス作曲科クラス写真。ピアノに近い方から左より右に、ピエール・メイヤール＝ヴェルジェ、エルザ・バレーヌ、イヴォンヌ・デポルト、トニー・オーバン、ピエール・レヴェル、ジョルジュ・ファヴル、ポール・デュカス、ルネ・デュクロ、ジョルジュ・ユゴン、クロード・アリュー、モーリス・デュリュフレ、オリヴィエ・メシアン

フランス南部のアヴィニョンに生まれた。父親のピエール・メシアンはリセの英語教師で、シェイクスピアなどの翻訳を出版した。母親は詩人のセシル・ソヴァージュだが、メシアンが在学中の1927年に没し、大きな衝撃をメシアンに与えた。1930年の『3つの歌曲』の第2曲は母の詩を歌詞に使用している。メシアンは母親とその作品の影響を強く受けたことをしばしば語っている。
第一次世界大戦中、父は兵として動員され、残る家族は母方の叔父のいるグルノーブルに疎開、メシアンはここで5年間を過ごした。メシアンはグルノーブルから見えるフランス・アルプスの自然に強く印象づけられた。後、1936年にグルノーブルに近いイゼール県プティシェの山荘を購入して、生涯そこで主な作曲活動を行うことになる。イゼール県はまたベルリオーズの出身地でもあった。若い時のメシアンにとって重要だった別の場所は父方の叔母の住むオーブ県フュリニー (Fuligny) で、メシアンは青年時代によくここで休暇を過ごし、本人によるとここではじめて鳥の歌の記譜を行った。
父の復員後1年間ナントに住み、ここで専門的に音楽を学ぶようになった。当時の音楽教師のひとりであるジャン・ド・ジボンから贈られたドビュッシー『ペレアスとメリザンド』のスコアによって開眼したとメシアンは後に語っている。
1919年、11歳の時に一家はパリに移り、メシアンはピアノとパーカッションを学ぶためにパリ国立高等音楽院に入学した。音楽院時代には輝かしい業績を残しており、1924年、15歳の時にはまず和声科にて2位でプリを取得。1926年、フーガおよび対位法科にてプルミエプリを取得、翌1927年、伴奏科にてプルミエプリを取得している。
1928年、モーリス・エマニュエルの講義を経て、音楽史のプルミエプリを取得。この時、エマニュエルより古代ギリシャのリズムおよび民族音楽の旋法への知見を得ている。そして、マルセル・デュプレのもとで、フランスのオルガニストの伝統と遺産を引き継ぎ、オルガン科およびオルガン即興科のプルミエプリを取得。並行して1927年より作曲科主任であったポール・デュカスの元で管弦楽法を学び、1929年、シャルル＝マリー・ヴィドールの元で作曲の勉強を続け、11年間に渡る音楽院での研究の集大成として、翌1930年、作曲科にてプルミエプリを取得し、卒業した。

### 初期の音楽活動
在学中より多くの作品を残し、デュカスの推薦を得て1930年にオルガン曲『二枚折絵』、ピアノ曲『前奏曲集』、『3つの歌曲』をデュラン社から出版している。翌年には最初の管弦楽曲である『忘れられた捧げもの』が初演された。1930年と翌年にはローマ賞に応募したが落選した。
1931年、22歳の若さでパリのサントトリニテ教会のオルガニストに就任、彼はこの職をその最期まで、60年以上も務めることとなった。そこでの即興演奏は世界中に評判となった。サントリニテ教会にて彼は即興演奏家としての地位を確立するとともに、多くの宗教音楽を作曲した。
1930年代にはまたエコールノルマル音楽院の教師をつとめていた。スコラ・カントルムでもオルガン即興演奏の講座を持っていた。1932年には国民音楽協会の委員に選出された。
1932年にはヴァイオリニストのクレール・デルボスと結婚した。ヴァイオリンとピアノのための『主題と変奏』が彼女に捧げられているほか、『ミのための詩』（ミはクレールの愛称）および『地と天の歌』はクレールおよび息子のパスカルとの愛を歌った自伝的歌曲集である。1936年にイゼール県ペティシェ(Pétichet)に山荘を建て、メシアンとクレールは夏の休暇をそこで過ごした。
1933年秋から翌年にかけて兵役についた。1935年には『キリストの昇天』が初演、翌年には『主の降誕』が初演され、メシアンはこの作品ではじめてインドのリズムに由来する語法を導入した。メシアンはアンドレ・ジョリヴェ、ジャン・イヴ・ダニエル＝ルシュール、イヴ・ボードリエとともに若きフランスを結成した。
メシアンはまた電子楽器オンド・マルトノを使用したことでも知られるが、その最初の曲は1937年のパリ万国博覧会のために書いた『美しい水の祭典』だった。
第二次世界大戦がはじまると徴兵されるが、1940年6月にドイツの侵攻によって捕虜となった。『世の終わりのための四重奏曲』はゲルリッツの捕虜収容所内で作曲・初演された。1941年3月には解放されて占領下のパリ音楽院の和声教師となった。このとき彼の学生の中に、後に彼の作品演奏の最も良き理解者であり、2番目の妻となるイヴォンヌ・ロリオがいた。占領下のパリでは『世の終わりのための四重奏曲』のフランス初演のほか、2台ピアノのための『アーメンの幻影』がロリオとメシアンによって初演された。1944年はじめに自分の音楽の理論をまとめた『わが音楽語法』を出版した。

### 戦後の音楽活動
1944年8月のパリ解放の後、ロリオによって『幼子イエスに注ぐ20の眼差し』が初演されたが批評家による激しい論争を呼んだ。『神の現存についての3つの小典礼』が初演されるとさらに激しいスキャンダルが起きた。
戦後のメシアンの曲はそれまでのキリスト教的な主題を離れ、「トリスタン三部作」と呼ばれる『ハラウィ』、『トゥランガリーラ交響曲』、『5つのルシャン』が次々に作曲されることになる。その後1949年から1952年にかけて独奏楽器による実験的な作品の時代にはいり、『カンテヨジャヤー』、『4つのリズム・エチュード』、『音色＝持続』、『オルガンの書』などが作曲された。しかしこの時期は長く続かなかった。
メシアンの音楽ではそれまでも鳥の歌が重要な要素として使用されていたが、1952年に鳥類学者ジャック・ドラマン (Jacques Delamain) から指導を受けた後、鳥の歌の体系的な収集をはじめ、これを元に音楽を作るようになっていく。鳥の歌をもとにした主要な曲には『鳥たちの目覚め』（1953年）、『異国の鳥たち』（1956年）、巨大な『鳥のカタログ』（1959年）、初演が大スキャンダルになった『クロノクロミー』（1961年）がある。

### 再婚
ヒルとシメオネによると、妻のクレールはすでに1943年かそれ以前に精神障害の兆候を示していたが、戦後になると容態が悪化した。1953年には養護施設に入所し、1959年4月19日に没した。1961年にメシアンはイヴォンヌ・ロリオと再婚した。

### 教育活動
上記のようにメシアンはすでに戦時中にパリ音楽院で和声を教えていた。また音楽院の外でも私的な講義を行い、この講義に集まる人々は後に「レ・フレーシュ（矢）」と呼ばれるようになった。
戦後1947年に音楽院の楽曲分析科教師、1966年に作曲科の教授となった。メシアンが退官するまでの間に受け持った学生には、ピエール・ブーレーズ、カールハインツ・シュトックハウゼン、ヤニス・クセナキス、トリスタン・ミュライユ、ジェラール・グリゼー、フセイン・セルメット、ジョージ・ベンジャミン、ナジ・ハキムなど、日本人では別宮貞雄、矢代秋雄、丹波明、平義久、宍戸睦郎、篠原眞、加古隆、福士則夫、仲俣申喜男、二橋潤一、藤井一興、安田正昭などがいた。
最初期の弟子だったブーレーズとの地下鉄内での会話では「この先、誰が現代音楽を牽引して行ったら良いのか」と悩むブーレーズに対し、メシアンは「何を言っているんだ、ブーレーズ君。それは君だよ」と諭した。またブーレーズが父から作曲家になることを反対され数学者になれと言われた時は、メシアンは音楽院の帰りにメトロに乗ってブーレーズの家までついて行き、ブーレーズの父を説得したという。そのブーレーズはメシアンの『音価と強度のモード』を基に『構造I, II』を作曲し、同じくシュトックハウゼンもまた『音価と強度のモード』の楽譜を何度も読み返したという。数学と建築を学んでから作曲に転向したクセナキスには「君は数学を知っている。なぜそれを作曲に応用しないのか」という名言を残し、初期の習作では出身国ギリシャの民族音楽的だった彼の作風を全く違うものへと転換させ、数学的なグラフに基づく出世作『メタスタシス』を作曲させるに至った。早世したグリゼーの遺稿集にはインタビュアーの「影響を受けた作曲家は誰ですか？」という質問に対し「私はいつもこう答えています。父なる神、子なるキリスト、聖霊と。（三位一体を参照）父なる神はオリヴィエ・メシアンで、音楽と色彩への知見と愛を教わりました。」と答えている。（後略。子はシュトックハウゼン、聖霊はリゲティを挙げている）

### 後期の音楽活動
メシアンの音楽に関しては批判も大きかったが、徐々に広く認められるようになった。1959年にはレジオン・ドヌール勲章オフィシエを受賞、1987年にはグラン・クロワを受賞している。1967年末にはフランス学士院芸術アカデミーの会員に選ばれた。文化相のアンドレ・マルロー、首相や大統領に就任するポンピドゥーやシラクはメシアンの支持者だった。
1962年には日本を訪問して大歓迎され、日本の鳥の歌や印象をもとに『7つの俳諧』を作曲した。『天の都市の色彩』では久しぶりにキリスト教的な主題に立ち戻り、その後の『われ死者の復活を待ち望む』と『我らの主イエス・キリストの変容』という大作がこれに続いた。またオルガン曲『聖なる三位一体の神秘への瞑想』、『鳥のカタログ』の続編にあたるピアノ曲『ニワムシクイ』も作曲されたが、この頃のメシアンの作品は巨大な作品になることが常態化し、作曲にかかる期間も長くなっていった。
1970年代にはユタ州の自然を題材にした『峡谷から星たちへ…』と、唯一のオペラ作品である『アッシジの聖フランチェスコ』の2つの大曲が書かれたが、後者の作曲には1983年までかかった。1978年、70歳になったメシアンはパリ音楽院を退官した。
1984年以降作曲の勢いは落ちて小曲が増え、過去作の回顧的な性格も増大するが、没するまでにオルガン曲集『聖体秘蹟の書』、ピアノ曲『鳥の小スケッチ』、管弦楽小曲『ステンドグラスと鳥たち』・『天より来たりし都』・『ほほえみ』を作曲・初演している。1985年には京都賞を受賞した。癌のため1992年4月27日に没し、ペティシェの別荘に近いサン・テオフレに埋葬された。墓石は鳥の形をしていて、『ハラウィ』の楽譜が刻まれている。1991年7月27日に完成した『彼方の閃光…』は没後に初演された。『四重奏と管弦楽のためのコンセール』は4つの楽章が未完成で残され、補作の上で1994年に初演された。

## 作風
メシアンは幼少時から音と色の共感覚を持っていると述べており、しかもそれが音階の一音一音ごとに異なる色に対応し、それらを複雑に組み合わせることによってステンドグラスのような色のモザイクの感覚を得られると主張している。また「鳥の歌」にも早くから興味を示し、そのリズムや平均律化されていない音程に興味を持っていた。
同じく少年の頃からドビュッシーに傾倒し、クリスマスプレゼントにもらった『ペレアスとメリザンド』の楽譜をぼろぼろになるまで読みふけったという。
最初期の20歳の頃（1928年〜1929年）に書かれたピアノのための『前奏曲集』は、ドビュッシーやその時代の印象主義音楽の影響を濃厚に受けているが、後にメシアン自身が提唱した「移調の限られた旋法 (Mode de transpositions limitées, MTL)」を既に巧みに用いている。オルガンのための組曲『主の降誕』で「移調の限られた旋法」をはじめ「付点リズム」「不可逆リズム」「ギリシャ、インドのリズム」「鳥の歌」などの語法をはじめて意識的に組織化して用い、以後自身の語法として発展させた。この頃までの1930年代の作品は、和声やリズムを工夫することによって、土台となる基本的な調性ははっきりし協和音を多用しながらも、独特の個性的な響きを確立させている。
電子楽器のオンド・マルトノにも早くから興味を示し、死後出版された最初期作品の『未完のページ』というオンド・マルトノとピアノ伴奏の小品をはじめ、オンド・マルトノ6台のために書かれた組曲『美しい水の祭典』（後に一部を『世の終わりのための四重奏曲』の第5楽章、第8楽章に転用）、後には合唱と管弦楽のための『神の現存についての3つの小典礼』、『トゥランガリーラ交響曲』、オペラ『アッシジの聖フランチェスコ』（3台使用）にも用いている。
また前述のリズムを含む「時間」の感覚についても独特の個性を持っており、例えばある側面では「天国的に長い時間」と呼ぶ、従来の音楽よりもずっと遅いテンポを持つ楽章や部分が多い。最初期のオルガン曲『天上の宴』、パリ音楽院の卒業試験のために書かれた最初の管弦楽曲『忘れられた捧げもの』のコーダ部分、同じく管弦楽曲で後にオルガン曲にも編曲された『キリストの昇天』第4楽章などがそれである。これらはオルガンや弦の持続音によって成り立っており、前述の『美しい水の祭典』もオンド・マルトノの持続音によってやはりこの長大な緩徐楽章が用いられている。後にそれが転用された『世の終わりのための四重奏曲』第8楽章では、捕虜収容所という極限に限定された環境の中でたまたまあったヴァイオリンとピアノのために改作しているゆえに、ピアノという減衰音楽器を用いて和音を連打しているが、元々は持続音であり、前述の作風と合致する。この緩徐楽章の作風は、晩年の最後に完成された管弦楽曲『彼方の閃光』の最終楽章にも登場する。
1940年代になると、より複雑で調性の判別しがたい作品が多くを占めるようになる。第2次世界大戦での捕虜収容所で書かれた『世の終わりのための四重奏曲』、解放後に書かれたピアノ曲『幼子イエスに注ぐ20の眼差し』、2台ピアノのための『アーメンの幻影』、歌曲『ハラウィ』などである。作品もより長大な傾向を示し、『幼子イエス〜』に至っては全曲演奏は2時間を越える。しかしながら後の晩年に至るまで、メシアンの作品は皆長大ではあるが多楽章に分かれ、一つの楽章は長くても10分程度であることが多い。また楽章によっては従来的な意味での調性がはっきりした楽章も存在し、調性の不明瞭な楽章と対比させてコントラストが与えられている。メシアン自身はこの調性的な楽章をキリスト教的な神の顕現と捉えており、例えば『世の終わり〜』では第5楽章『主イエス・キリストの永遠性への讃歌』、第8楽章『主イエス・キリストの不滅性への讃歌』と題されている。『幼子イエス〜』では嬰ヘ長調主和音と移調の限られた旋法第2旋法を組み合わせた「神の主題」が用いられ、全20楽章中第1楽章と5の倍数の楽章（5, 10, 15, 20）では明確な嬰ヘ長調が出現し、神への賛美が語られる。メシアンはこれら自作の解説を自ら出版譜の冒頭に詳細に書き表している。また楽譜中にも「インドのリズム」「〇〇（具体的な鳥の種類）の鳥の歌」などと注意書きを入れている。そしてその集大成として、この時期までの自作を解説した著作『わが音楽語法』が1944年に出版された。（日本では1954年に平尾貴四男によって翻訳が出版された。）
1946年〜1948年、セルゲイ・クーセヴィツキーとその財団からの委嘱によって作曲した『トゥランガリーラ交響曲』によって、メシアンの作風は一つの頂点を迎える。この曲は中世の「トリスタンとイゾルデ」物語、またインドの時間と愛に基づいた作品で、歌曲『ハラウィ』、合唱曲『5つのルシャン』と共に3部作を成す。この作品は委嘱条件に恵まれて大規模な編成（ピアノ・ソロ、オンド・マルトノおよび大管弦楽）を持ち、メシアンの最も有名な作品として、クラシック音楽のレパートリーとして世界中で度々演奏されている。
しかしながらこの後、メシアンの作風は大きな転換を迎える。1949年〜1950年に書かれたピアノのための『4つのリズムの練習曲』の第3曲『音価と強度のモード』は、付点を含む32分音符単位の音価と、クアジ・ピアノ（やや弱く）などの微細な指示を加えた強度が細分化されて用いており、新ウィーン楽派の十二音技法を強く意識させる音高のセリー（音列）と共に、厳密な管理のもとでそれらが組み合わされて作曲されている。これは戦後の現代音楽の出発点となったトータル・セリエリズム（総音列技法）の理論を最初に提示した曲として重要である。後にパリ音楽院でのメシアンの生徒だったピエール・ブーレーズがこの曲と同じセリーを用いて「構造I, II」を作曲した。その後、メシアンはトータル・セリエリズムによる作曲を実践せず、「鳥の歌」などの従来の自己の語法を推し進めた。その集大成と言えるのが、1959年〜1960年に作曲された管弦楽曲『クロノクロミー』である。「エポード（叙情短詩形）」と名付けられた第6楽章では、多くの弦楽器がソリストとして扱われながら「鳥の歌」だけで構成されるという特異な響きを持つ。初演こそ前衛音楽に無理解な聴衆から多くの批判を浴びたものの（演奏終了後の挨拶で舞台に歩み寄った際に聴衆の一人から危うく殴られかかったと言う）、メシアンの主要レパートリーとして現在では特に高い評価を得ており、パリ音楽院分析科をはじめとする作曲の分析の授業では定番として用いられる作品である。
他にも1960年以降の中期・後期作品では大規模な管弦楽作品が多い。キリスト教に基づくものとしては4管編成の巨大管弦楽と合唱で2時間を要する『我らの主イエス・キリストの変容』、カトリックのミサで唱えられる信仰宣言（ニカイア・コンスタンティノポリス信条）の終端部分に基づく『われ死者の復活を待ち望む』、『天の都市の色彩』などが挙げられる。長年の協力者であり、先妻の死去後に再婚したピアニストのイヴォンヌ・ロリオのためにピアノ・ソロを配した管弦楽曲も多く、前述の『神の現存について3つの小典礼』や『トゥランガリーラ交響曲』をはじめとして、日本旅行の印象に基づくピアノと小管弦楽のための『七つの俳諧』、「鳥の歌」に着想を得たピアノ協奏曲『異国の鳥たち』『鳥たちの目覚め』、全曲演奏で２時間半を超えるピアノ曲集『鳥のカタログ』といった作品が挙げられる。オルガン曲も大規模な曲集を多く生み出し、『オルガンの書』『聖霊降臨祭のミサ』『聖なる三位一体の神秘への瞑想』『聖体秘蹟の書』などを作曲した。
晩年も精力的に創作活動を続け、また1960年代には影を潜めていた調性的志向も復活した。アメリカ合衆国ユタ州の大自然に印象を得た90分の大作『峡谷から星たちへ…』、フランスの国家プロジェクトとして小澤征爾の指揮で初演された上演に6時間を要するオペラ『アッシジの聖フランチェスコ』、最後に完成した作品でやはり80分の大作『彼方の閃光』がある。最晩年には『四重協奏曲』の作曲を試みたが、こちらは未完に終わり、イヴォンヌ・ロリオがジョージ・ベンジャミンの協力の下で補筆完成させた。

## 著作
著作も大変多く、特に初期の著書「わが音楽語法」は日本では平尾貴四男の訳で1954年に出版されて以来長らく絶版だったが、「音楽言語の技法」と改題されて細野孝興の訳でヤマハミュージックメディアより2018年1月に出版されることとなった。もとは分冊だったが、現在は1冊に直されている。
中でも移調の限られた旋法（M.T.L.）は広く知られ、晩年まで彼の特徴的な雰囲気を形づくる一つの要素として様々に使用されている。わが音楽語法を残した後、前衛の時代に入っても独自の探求は継続し、「クロノクロミー」、「天の都市の色彩」では理論の複雑化が頂点に達した。メシアン本人は「わが音楽語法の続編」を「リズムの教程」として簡易なブックレットの形で出版する意向を強く望んだが、その望みが果たされることはなかった。メシアンの死後、残された遺稿集を全て出版する計画が始まり、全7巻の遺稿集「リズムと色と鳥類学の概論 Traité de rythme, de couleur et d'ornithologie」がLeduc社より出版された。個人の残した音楽理論教程としてはシャルル・ケクランを優に凌いでいる。
これとは別に「メシアンによるラヴェル楽曲分析」がイヴォンヌ・ロリオの監督のもと小冊子として出版され、日本語版は野平一郎の訳によって全音楽譜出版社より出版されている。「モーツァルトの22のピアノ協奏曲」はパリ音楽院で行われた分析講義録である。
- Vingt leçons d’harmonie : dans le style de quelques auteurs importants de « l’histoire harmonique » de la musique depuis Monteverdi jusqu’à Ravel, Paris, Alphonse Leduc, 1939, 53 p.
- Technique de mon langage musical, Paris, Leduc, 1944, 112 p.
- Traité de rythme, de couleur et d’ornithologie : 1949-1992, Paris, Leduc, 1994-2002, 7 vol.
- Conférence de Bruxelles, Paris, Leduc, 1959, 16 p.
- Conférence de Notre-Dame, Paris, Leduc, 1978, 15 p.
- Conférence de Kyoto, Paris, Leduc, 1988, 14 p.
- Les 22 concertos pour piano de Mozart, Paris Séguier, 1990.

## 受賞
- エラスムス賞(1971年)
- エルンスト・フォン・ジーメンス音楽賞(1975年)
- ウルフ賞芸術部門(1982年)
- 京都賞思想・芸術部門(1985年)
- グラミー賞 クラシック現代作品部門(1996年)

## メシアンに捧げられた作品
- フィリップ・フェヌロン：15の楽器のための「空の影の中で (Dans l'ombre du ciel)」は、1978年のメシアンの70歳記念のためにブザンソン国際音楽祭からの依頼で作曲された。オペラ『サランボー』(1992-1996)はパリ国立オペラの依頼で作曲され、メシアンに捧げられた。
- ミシェル・ルヴェルディ：複数の作品をメシアンに捧げている。1978年のメシアンの70歳記念のためにブザンソン国際音楽祭からの依頼で作曲された17の楽器のための『流星 (Météores)』、2008年のメシアン生誕百周年を記念してスペインのLIM(Laboratorio de Interpretación Musical)のためにBBKからの依頼で作曲された7楽器のための『破格 (Anacoluthes)』。
- トリスタン・ミュライユ：ピアノ小品『告別の鐘、ほほえみ：オリヴィエ・メシアンの追憶に (Cloches d'adieu, et un sourire... in memoriam Olivier Messiaen)』(1992)を作曲。
- 武満徹：「雨の樹素描 II－オリヴィエ・メシアンの追憶に－」(1992)を作曲。
- Gérard Hilpipreは大管楽オーケストラのための『黙示録断章 (Fragments de l'Apocalypse)』(1993)をメシアンの追憶に捧げている。
- レ・ヴァンパスのボーカルであるディディエ・ヴァンパスは、彼のソロアルバム（2013、ビキニ・マシーンの伴奏）と同名の曲「Comme dans un garage」でオリヴィエ・メシアンに敬意を表している。
- ルイス・ザウターは『ハッピーバースデートゥーユー』の移調の限られた旋法版である『誕生日のまなざし (Regard de l'Anniversaire)』(2012)をメシアンの追憶にささげている。
- 画家ジェラール・コローの作品『オリヴィエ・メシアンを讃えて (Hommage à Olivier Messiaen)』はメスのクール・ドール博物館が所蔵している。
- モーツァルト・イン・ザ・ジャングル（Amazon Prime Videoのドラマシリーズ）シーズン3、エピソード7「音楽の絆 (Not Yet Titled)」(2016)はメシアンの作品（トゥランガリーラ交響曲、世の終わりのための四重奏曲）をライカーズ刑務所で演奏する話で、ほかに「幼子イエスに注ぐ20の眼差し」も使用されている。ただしこのエピソードに出てくるメシアンの生涯は史実と大きく異なる。

## 家族構成
- 父親: ピエール・メシアン（Pierre Messiaen、1883年 - 1957年、英文学者）
- 母親: セシル・ソヴァージュ（Cécile Sauvage、1883年 - 1927年、詩人）
- 実弟: アラン・メシアン（Alain Messiaen、1912年 - 1990年、詩人）
- 夫人: クレール・デルボス（Claire Delbos、1906年 - 1959年、ヴァイオリニスト・作曲家、1934年に結婚）
- 子息: パスカル・メシアン（Pascal Messiaen、1937年 - 2020年、デルボスとの子、ロシア語教師）
- 夫人: イヴォンヌ・ロリオ＝メシアン（Yvonne Loriod-Messiaen、1924年1月20日 - 2010年5月17日、ピアニスト、デルボスの死後1962年に再婚）

なおセシル・ソヴァージュの没後、父のピエールは1929年にマルゲリート・エリと再婚し、1930年にシャルル＝マリー・メシアン（オリヴィエ・メシアンの腹違いの弟にあたる）が生まれている。

## 日本との関係
親日家でもあったメシアンは、クロード・サミュエルとの対談の中で、日本についての個人的愛着を公言しているのを確認することができる。文化や自然、景色や人柄、そして和食についても言及し、イヴォンヌ・ロリオも同様に日本が好きであることに触れ、1985年第1回京都賞思想・芸術部門（音楽分野）受賞の際にも共に来日している。
日本人による国内の活動としては、芸術家グループ実験工房がその活動期であった1950年代に、「前奏曲集」、「アーメンの幻影」、「世の終わりのための四重奏曲」などを日本初演し（ピアニストは実験工房メンバーの園田高弘）、メシアンの研究と日本紹介につとめた。またこの活動はメンバーの作曲家、武満徹や湯浅譲二などの初期の作曲活動に多大な影響を与えている。
1962年に、イヴォンヌ・ロリオを伴って来日した際、NHKの主催による以下の3つの演奏会などが催された。（なお下記項目においてのみ、曲名表記は当時のポスターに従った）
- 1962年7月4日 トゥランガリラ交響曲（日本初演）小澤征爾指揮NHK交響楽団、イヴォンヌ・ロリオ（ピアノ）本荘玲子（オンド・マルトノ）、オリヴィエ・メシアン監修 東京文化会館大ホール
- 1962年7月6日 幼な児イエズスへの20のまなざし イヴォンヌ・ロリオ（ピアノ）、アーメンの幻影 イヴォンヌ・ロリオ、オリヴィエ・メシアン（ピアノ）東京文化会館小ホール
- 1962年6月29日 オリヴィエ・メシアン講演会 第1部：リズムの研究 第2部：鳥の歌の記譜法 東京文化会館小ホール

メシアン夫妻は東京だけでなく、都市部から田舎まで様々な場所を訪れている。軽井沢を訪れた際には、ホトトギスを初めとする日本の鳥の声を採譜した。この他に奈良、山中湖、宮島なども訪れている。雅楽の演奏にも接している。

### 7つの俳諧
日本旅行の印象が後に「7つの俳諧」（1962年）というアンサンブルのための作品にまとめられている。笙や篳篥がメシアンの語法を用いて巧妙に模倣されている。7つの曲から成り、それぞれの次のようなタイトルがつけられている。
1. 導入部 (Introduction)
2. 奈良公園と石灯籠 (Le parc de Nara et les lanternes de pierre)
3. 山中湖－カデンツァ (Yamanaka-cadenza)
4. 雅楽 (Gagaku)
5. 宮島と海中の鳥居 (Miyajima et le torii dans la mer)
6. 軽井沢の鳥たち (Les oiseaux de Karuizawa)
7. コーダ (Coda)

## 主な作品

### 舞台作品
- 歌劇『アッシジの聖フランチェスコ』（Saint François d'Assise,1975-83）- 全3幕8場。台本は作曲者による

### 管弦楽曲
- 忘れられた捧げもの（Les Offrandes oubliées,1930）- 『交響的瞑想』の副題あり
- キリストの昇天（L'Ascension,1932-33）- 1933年から1934年にオルガン用として編曲
- トゥーランガリラ交響曲（Turangalîla-Symphonie,1949）- ピアノ、オンド・マルトノ、オーケストラのための。
- 鳥たちの目覚め（Réveil des oiseaux,1953）
- 異国の鳥たち（Oiseaux exotiques,1956）- 11の管楽器、打楽器、鉄琴とピアノのための
- クロノクロミー（Chronochromie,1960）- オーケストラと2つの木琴のための。全7曲
- 7つの俳諧（Sept Haïkaï,1962）
- 天の都市の色彩（Couleurs de la Cité céleste,1963）-『天国の色彩』とも
- われ死者の復活を待ち望む（Et exspecto resurrectionem mortuorum,1964）- 管楽器と金属打楽器のための
- 峡谷から星たちへ…（Des Canyons aux étoiles...,1971-74）
- 彼方の閃光（Éclairs sur l'Au-delà...,1987-91）- 全11楽章、遺作
- ほほえみ（Un sourire,1989）
- 四重奏と管弦楽のためのコンセール（Concert à quatre,1990-92）- 作曲者の死没により未完に終わったため、後に未亡人のイヴォンヌ・ロリオ＝メシアン、ハインツ・ホリガー、ジョージ・ベンジャミンらが補筆完成

### 室内楽曲
- 主題と変奏（Thème et variations,1932）- ヴァイオリンとピアノのための
- 美しい水の祭典（Fête des belles eaux,1937）- 6台のオンド・マルトノのための
- 世の終わりのための四重奏曲（Quatuor pour la fin du Temps,1941）- ヴァイオリン、チェロ、クラリネット、ピアノのための
- クロウタドリ（Le Merle noir,1951/52）- フルートとピアノのための。パリ音楽院の試験用課題曲として作曲

### ピアノ曲
- 8つの前奏曲（Huit préludes,1928-29）
- アーメンの幻影（Visions de l'Amen,1943）- 2台のピアノのための
- 幼子イエスに注ぐ20の眼差し（Vingt regards sur l'Enfant Jésus,1944）
- カンテヨジャヤー（Cantéyodjayâ,1948）
- 4つのリズムのエチュード（Quatre Études de rythme,1949-50）
- 鳥のカタログ（Catalogue d'oiseaux,1956-58）- 全13曲
- ニワムシクイ（La Fauvette des jardins,1970）
- 鳥たちの小スケッチ（Petites Esquisses d'oiseaux,1985）

### オルガン曲
- 2枚折り絵-地上の生と至福の永遠性についてのエッセー（Diptyque - essai sur la vie terrestre et l'Éternité bienheureuse,1930）
- 聖体秘蹟への讃歌（Hymne au Saint Sacrement,1932）
- 永遠の教会の出現（Apparition de l'Église éternelle,1932）
- キリストの昇天（l'Ascension,1933-34）- 管弦楽曲からの編曲、第3曲のみ新曲と差し替え
- 主の降誕（La Nativité du Seigneur,1935）
- 栄光に輝く身体（Les Corps glorieux,1939）
- 聖霊降臨祭のミサ（Messe de la Pentecôte,1950）
- オルガンの書（Livre d'orgue,1951）
- 聖三位一体の神秘についての瞑想（Méditations sur le Mystère de la Sainte Trinité,1965/69）
- 聖体秘蹟の書（Le Livre du Saint-Sacrement,1984-85）- 18の小品

### 合唱曲
- おお聖餐よ（O sacrum convivium !,1937）
- 神の現存についての3つの小典礼（Trois petites Liturgies de la Présence Divine,1943-44）
- 5つのルシャン（Cinq Rechants,1948）
- 我らの主イエス・キリストの変容（La Transfiguration de Notre Seigneur Jésus-Christ,1965-69）- 全14部からなる大オラトリオ

### 具体音音楽（ミュジーク・コンクレート）
- 音色―持続（Timbres-Durées,1952）- メシアン自身この作品には不満で、後に撤回。以降この分野に手を染めることをしなかった

### 歌曲
- ミのための詩（Poèmes pour Mi,1936）- 全9曲。1937年にオーケストラ伴奏版を作成
- 地と天の歌（Chants de terre et de ciel,1938）
- ハラウィ - 愛と死の歌（Harawi, chant d'amour et de mort,1945）- 全12曲。詞はペルーのケチュア語の伝承詞から

## 関連文献
- Baggech, Melody Ann (1998). An English Translation of Olivier Messiaen's "Traite de Rythme, de Couleur, et d'Ornithologie". Norman: The University of Oklahoma.
- Barker, Thomas (2012). "The Social and Aesthetic Situation of Olivier Messiaen's Religious Music: Turangalîla Symphonie." International Review of the Aesthetics and Sociology of Music 43/1:53–70.
- Benitez, Vincent P. (2001). "Pitch Organization and Dramatic Design in Saint François d’Assise of Olivier Messiaen." PhD diss., Bloomington: Indiana University.
- Benitez, Vincent P. (2002). “Simultaneous Contrast and Additive Designs in Olivier Messiaen’s Opera Saint François d’Assise.” Music Theory Online 8.2 (August 2002). http://mto.societymusictheory.org/
- Benitez, Vincent P. (2004). "Aspects of Harmony in Messiaen's Later Music: An Examination of the Chords of Transposed Inversions on the Same Bass Note." Journal of Musicological Research 23, no. 2: 187–226.
- Benitez, Vincent P. (2004). "Narrating Saint Francis's Spiritual Journey: Referential Pitch Structures and Symbolic Images in Olivier Messiaen's Saint François d'Assise." In Poznan Studies on Opera, edited by Maciej Jablonski, 363–411.
- Benitez, Vincent P. (2008). “Messiaen as Improviser.” Dutch Journal of Music Theory 13, no. 2 (May 2008): 129–44.
- Benitez, Vincent P. (2009). “Reconsidering Messiaen as Serialist.” Music Analysis 28, nos. 2–3 (2009): 267–99 (published April 21, 2011).
- Benitez, Vincent P. (2010). "Messiaen and Aquinas." In Messiaen the Theologian, edited by Andrew Shenton, 101–26. Aldershot: Ashgate.
- Boivin, Jean (1993). "La Classe de Messiaen: Historique, reconstitution, impact". Ph.D. diss. Montreal: Ecole Polytechnique, Montreal.
- Boswell-Kurc, Lilise (2001). "Olivier Messiaen's Religious War-Time Works and Their Controversial Reception in France (1941–1946) ". Ph.D. diss. New York: New York University.
- Bruhn, Siglind (2007). Messiaen's Contemplations of Covenant and Incarnation: Musical Symbols of Faith in the Two Great Piano Cycles of the 1940s. Hillsdale, NY: Pendragon Press. ISBN 978-1-57647-129-6
- Cheong Wai-Ling (2003). "Messiaen's Chord Tables: Ordering the Disordered". Tempo 57, no. 226 (October): 2–10.
- Cheong Wai-Ling (2008). "Neumes and Greek Rhythms: The Breakthrough in Messiaen's Birdsong". Acta Musicologica 80, no. 1:1–32.
- Dingle, Christopher (2013). Messiaen's Final Works. Farnham, UK: Ashgate. ISBN 9780754606338.
- Fallon, Robert Joseph (2005). "Messiaen's Mimesis: The Language and Culture of The Bird Styles". Ph.D. diss. Berkeley: University of California, Berkeley.
- Fallon, Robert (2008). "Birds, Beasts, and Bombs in Messiaen's Cold War Mass". The Journal of Musicology 26, no. 2 (Spring): 175–204.
- Festa, Paul (2008). Oh My God: Messiaen in the Ear of the Unbeliever. San Francisco: Bar Nothing Books
- Goléa, Antoine (1960). Rencontres avec Olivier Messiaen. Paris: Julliard
- Hardink, Jason M. (2007). "Messiaen and Plainchant". D.M.A. diss. Houston: Rice University.
- Harris, Joseph Edward (2004). "Musique coloree: Synesthetic Correspondence in the Works of Olivier Messiaen". Ph.D. diss. Ames: The University of Iowa.
- Hill, Matthew Richard (1995). "Messiaen's Regard du silence as an Expression of Catholic Faith". D.M.A. diss. Madison: The University of Wisconsin, Madison.
- Laycock, Gary Eng Yeow (2010). "Re-evaluating Olivier Messiaen's Musical Language from 1917 to 1935". Ph.D. diss. Bloomington: Indiana University, 2010.
- Luchese, Diane (1998). "Olivier Messiaen's Slow Music: Glimpses of Eternity in Time". Ph.D. diss. Evanston: Northwestern University
- McGinnis, Margaret Elizabeth (2003). "Playing the Fields: Messiaen, Music, and the Extramusical". Ph.D. diss. Chapel Hill: The University of North Carolina at Chapel Hill.
- Nelson, David Lowell (1992). "An Analysis of Olivier Messiaen's Chant Paraphrases". 2 vols. Ph.D. diss. Evanston: Northwestern University
- Ngim, Alan Gerald (1997). "Olivier Messiaen as a Pianist: A Study of Tempo and Rhythm Based on His Recordings of Visions de l'amen". D.M.A. diss. Coral Gables: University of Miami.
- Peterson, Larry Wayne (1973). "Messiaen and Rhythm: Theory and Practice". Ph.D. diss. Chapel Hill: The University of North Carolina at Chapel Hill
- Puspita, Amelia (2008). "The Influence of Balinese Gamelan on the Music of Olivier Messiaen". D.M.A. diss. Cincinnati: University of Cincinnati
- Reverdy, Michèle (1988). L'Œuvre pour orchestre d'Olivier Messiaen. Paris: Alphonse Leduc. ISBN 2-85689-038-5
- Schultz, Rob (2008). "Melodic Contour and Nonretrogradable Structure in the Birdsong of Olivier Messiaen". Music Theory Spectrum 30, no. 1 (Spring): 89–137.
- Shenton, Andrew David James (1998). "The Unspoken Word: Olivier Messiaen's 'langage communicable'". Ph.D. diss. Cambridge: Harvard University.
- Sholl, Robert (2008). Messiaen Studies. Cambridge & New York: Cambridge University Press. ISBN 978-0-521-83981-5
- Simeone, Nigel (2004). "'Chez Messiaen, tout est priére': Messiaen's Appointment at the Trinité". The Musical Times 145, no. 1889 (Winter): 36–53.
- Simeone, Nigel (2008). "Messiaen, Koussevitzky and the USA". The Musical Times 149, no. 1905 (Winter): 25–44.
- Waumsley, Stuart (1975). The Organ Music of Olivier Messiaen (New ed.). Paris: Alphonse Leduc. OCLC 2911308; LCCN 77-457244
- Welsh Ibanez, Deborah (2005). Color, Timbre, and Resonance: Developments in Olivier Messiaen's Use of Percussion Between 1956–1965. D.M.A. diss. Coral Gables: University of Miami
- Zheng, Zhong (2004). A Study of Messiaen's Solo Piano Works. Ph.D. diss. Hong Kong: The Chinese University of Hong Kong.

### 映画
- Apparition of the Eternal Church – Paul Festa's 2006 film about responses of 31 artists to Messiaen's music.
- Messiaen at 80 (1988). Directed by Sue Knussen. BFI database entry.
- Olivier Messiaen et les oiseaux (1973). Directed by Michel Fano and Denise Tual.
- Olivier Messiaen – The Crystal Liturgy (2007 [DVD release date]). Directed by Olivier Mille.
- Olivier Messiaen: Works (1991). DVD on which Messiaen performs "Improvisations" on the organ at the Paris Trinity Church.
- The South Bank Show: Olivier Messiaen: The Music of Faith (1985). Directed by Alan Benson. BFI database entry.